# Nomoclastes
Nomoclastes – rodzaj kosarzy z podrzędu Laniatores i rodziny Stygnidae. Gatunkiem typowym jest Nomoclastes taedifer. Jest jedynym znanym rodzajem monotypowej podrodziny Nomoclastinae.

## Występowanie
Przedstawiciele tego rodzaju występują w Kolumbii.

## Systematyka
Opisano dotąd zaledwie 2 gatunki należące do tego rodzaju:
- Nomoclastes quasimodo Pinto-da-Rocha, 1997
- Nomoclastes taedifer Sørensen, 1932